# سكيب ويليامسون
سكيب ويليامسون (بالإنجليزية: Skip Williamson)‏ هو فنان قصص مصورة أمريكي، ولد في 19 أغسطس 1944 في سان أنطونيو في الولايات المتحدة، وتوفي في 16 مارس 2017 في ألباني في الولايات المتحدة بسبب خلل العضو.